# Duel au sommet
Cet article concerne le film. Pour le livre, voir La Face nord de l'Eiger. Pour la grande paroi, voir Face nord de l'Eiger.
Pour plus de détails, voir Fiche technique et Distribution.
Duel au sommet (en allemand : Nordwand) est un film germano-austro-suisse réalisé par Philipp Stölzl, sorti en 2008.

## Synopsis
La face nord de l'Eiger reste en 1936 le dernier grand exploit d'alpinisme à accomplir dans les Alpes. Aussi bien, l'Allemagne nazie espère-t-elle mettre à profit une victoire de deux de ses alpinistes réputés avant les Jeux olympiques de Berlin.
Parmi les candidats les plus sérieux, Toni Kurz et Andreas Hinterstoisser, deux jeunes militaires bavarois, se lancent à l'assaut de la montagne, suivis de près par deux autres grimpeurs autrichiens. Commence une ascension périlleuse pour les deux cordées. L'événement est suivi du bas par un public nombreux et une presse à l'affût.

## Fiche technique
- Titre : Duel au sommet
- Titre original : Nordwand
- Réalisation : Philipp Stölzl
- Scénario : Christoph Silber, Philipp Stölzl, Benedikt Röskau, Rupert Henning, Johannes Naber
- Production : Danny Krausz, Benjamin Herrmann, Boris Schönfelder, Rudolf Santschi
- Musique : Christian Kolonovits
- Photographie : Kolja Brandt
- Montage : Sven Budelmann
- Décors : Tommy Vögel
- Costumes : Birgit Hutter
- Pays d'origine : Allemagne • Autriche • Suisse
- Format : Couleurs - 2,35:1 - Dolby Digital - 35 mm
- Genre : Drame
- Durée : 126 minutes
- Date de sortie : 
  -  Suisse : 9 août 2008 (Festival international du film de Locarno) / 9 octobre 2008 (Suisse alémanique)

## Distribution
- Benno Fürmann : Toni Kurz
- Florian Lukas : Andreas Hinterstoisser
- Johanna Wokalek (VFB : Carole Baillien) : Luise Fellner
- Georg Friedrich : Edi Rainer
- Simon Schwarz : Willy Angerer
- Ulrich Tukur : Henry Arau
- Erwin Steinhauer : Emil Landauer
- Branko Samarovski : Albert von Allmen
- Petra Morzé : Elisabeth Landauer
- Hanspeter Müller : Schlunegger
- Peter Zumstein : Adolf Rubi
- Martin Schick : Christian Rubi
- Erni Mangold : Großmutter Kurz
- Johannes Thanheiser : Großvater Kurz
- Arnd Schimkat : Hotelbesitzer
- Klaus Ofczarek : Redaktionsleiter
- Martin Brambach : Redakteur Henze
- Peter Faerber : Spiess
- Traute Höss : Anna Fellner

## Autour du film
Le film raconte une ascension historique qui s'est déroulée en 1936.